# Holden FB
De Holden FB-serie volgde begin 1960 op de FC. Het Australische automerk Holden behield met de FB haar marktaandeel van 50% in het thuisland met verkoopcijfers van 12.000 stuks per maand. In 1960 wordt ook de 750.000ste Holden gebouwd en worden voor het eerst linkshandige auto's gemaakt voor export.

## Geschiedenis
De FB was 140mm langer dan de FC en ook zwaarder. Het vermogen van de 2,26 l 6-in-lijn Grey Motor steeg licht, maar de prestaties van de auto gingen toch iets achteruit. De FB kreeg een Amerikaans geïnspireerd dashboard, een groter glasoppervlak, een langere en lagere motorkap en een paar nieuwe opties op de optielijst. De Specials kregen ook meer chroom.
Er stonden deze keer zes modellen in de catalogus. De Business Sedan was geschrapt. Intussen was ook concurrentie op komst voor Holden, dat nog steeds ijzersterk stond in Australië. Twee weken na de FB-serie lanceerde Ford Australië haar XK Falcon.
In totaal werden 174.747 Holdens uit de FB-serie geproduceerd. Daarvan waren 161.939 exemplaren voor de Australische markt bestemd. 3256 stuks werden geëxporteerd en 9552 stuks gingen als Complete Knocked Down kit het land uit. De FB werd gebouwd tot mei 1961.

## Modellen
- Jan 1960: (FB 215) Holden Standard Sedan
- Jan 1960: (FB 225) Holden Special Sedan
- Jan 1960: (FB 219) Holden Standard Station Sedan
- Jan 1960: (FB 229) Holden Special Station Sedan
- Jan 1960: (FB 2106) Holden Utility
- Jan 1960: (FB 2104) Holden Panel Van

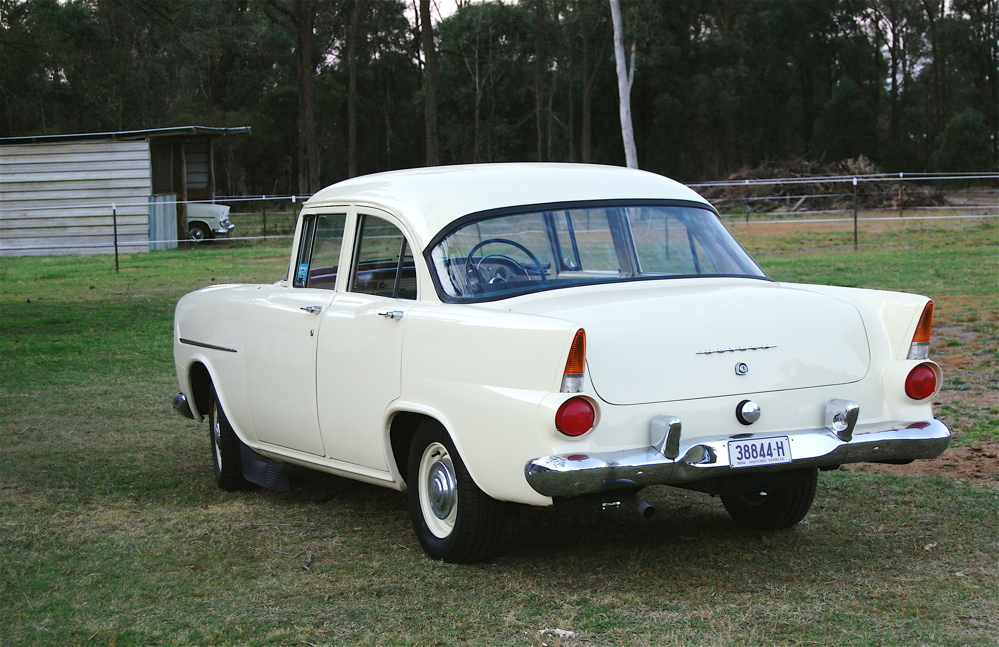
Holden FB Standard Sedan
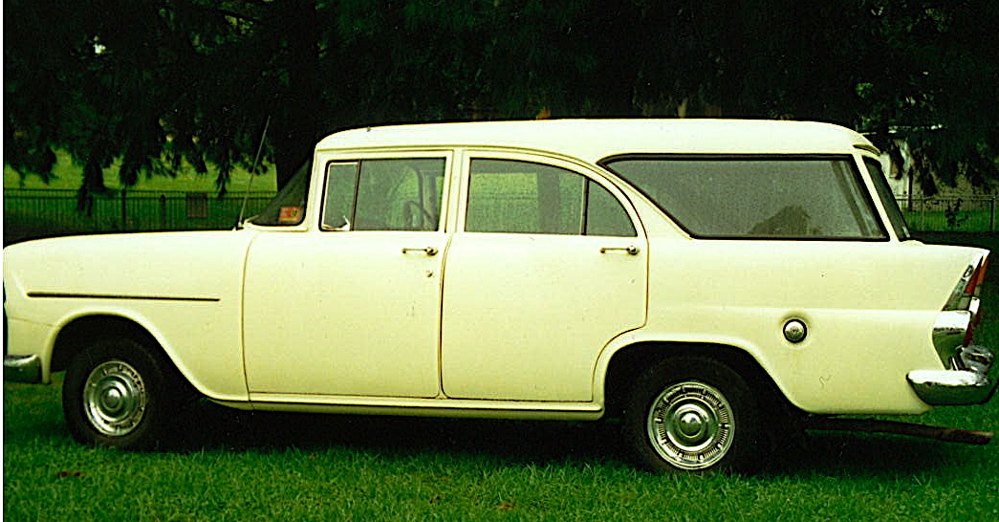
Holden FB Station Wagon (1960)
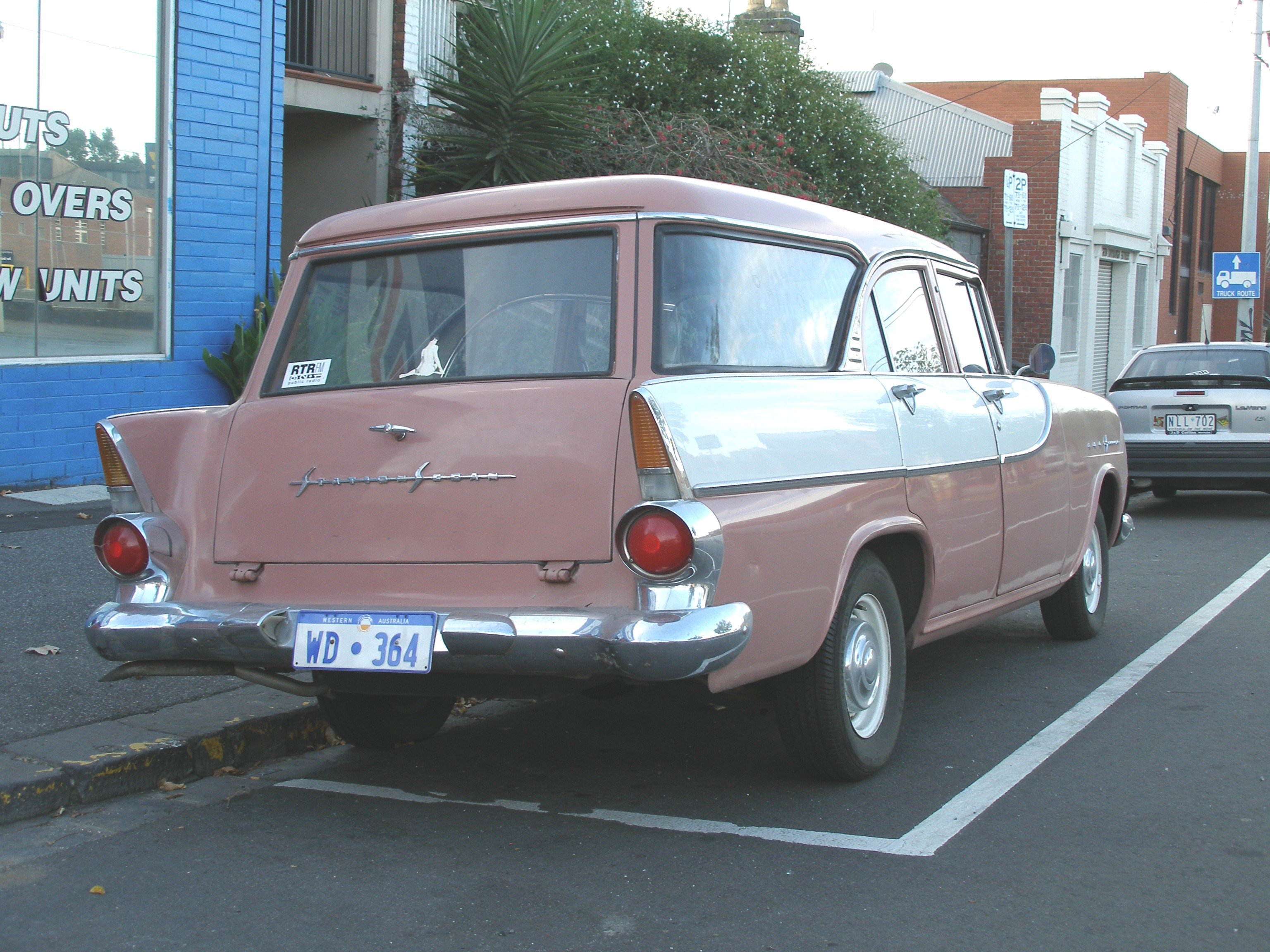
Holden Special Station Sedan (1961)
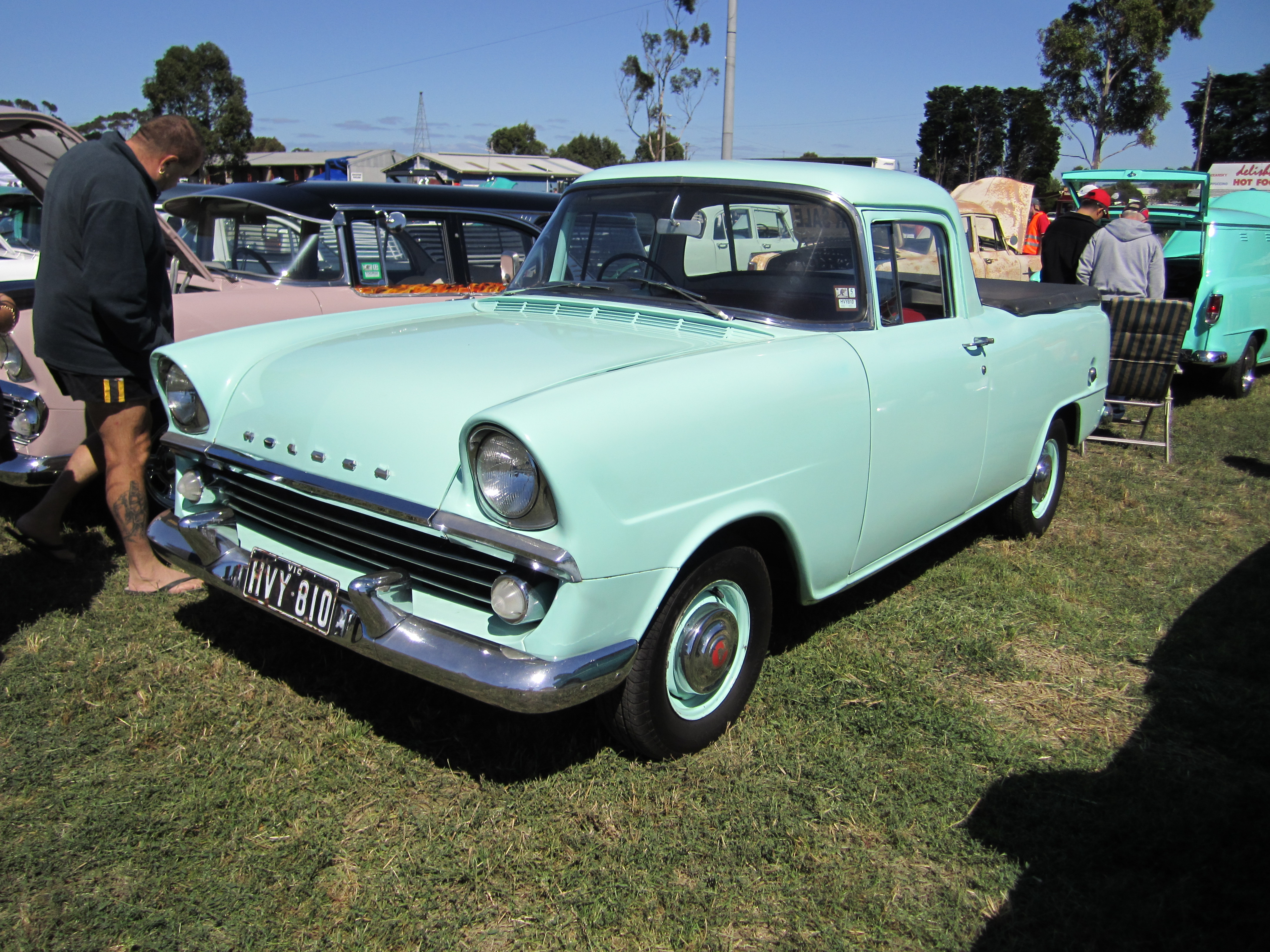
Holden Utility